# Diplogasteritus lineatus
Diplogasteritus lineatus är en rundmaskart. Diplogasteritus lineatus ingår i släktet Diplogasteritus och familjen Diplogasteridae. Inga underarter finns listade i Catalogue of Life.